# Haut-Benauge
Entre-Deux-Mers Haut-Benauge is een reeks wijnen uit het Franse wijngebied Entre-Deux-Mers tussen de twee rivieren Dordogne en Garonne.